# Depositum (Archivwesen)
Als Depositum (lateinisch „Hinterlegtes“) werden Unterlagen oder Gegenstände bezeichnet, die von Privatpersonen oder Institutionen in einem Archiv, einer Bibliothek oder einem Museum hinterlegt wurden. Diese können dort nur verwahrt, aber auch erschlossen werden. Es erfolgt im Gegensatz zu Schenkungen oder Übernahmen keine Eigentumsübertragung.
In Depositalverträgen werden Vereinbarungen zu den Nutzungsmöglichkeiten durch Archivbesucher getroffen (z. B. Sperrfristen). Damit Arbeiten des Archivs oder des Museums wie Erschließungsarbeiten und bestandserhaltende Maßnahmen über die Dauer der Überlassung hinaus sinnvoll sind, sind Archivare und Konservatoren darum bemüht, dass das Depositum nach einer gewissen Dauer oder nach dem Tod des Depositalgebers in das Eigentum der eigenen Institution übergeht. Auch ist es üblich geworden, bei der Übernahme eines Depositums festzulegen, dass bei einer Rücknahme die während der Zeit der Aufbewahrung dem Archiv oder Museum entstandenen Kosten (z. B. für Inventarisierung oder Restaurierungsmaßnahmen) vom Eigentümer erstattet werden müssen.